# إيبورونوس

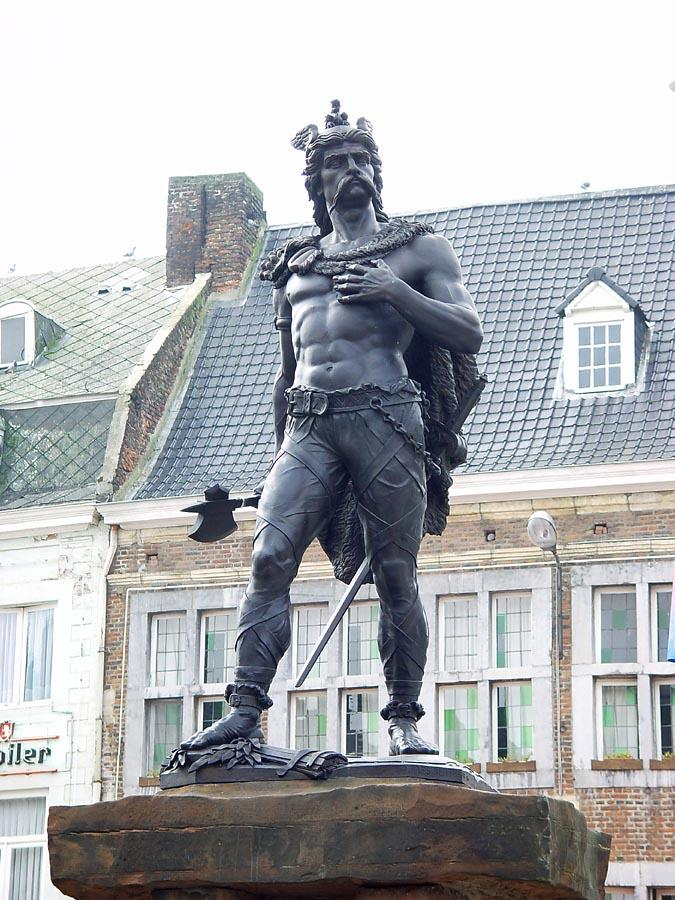
أمبيوريكس

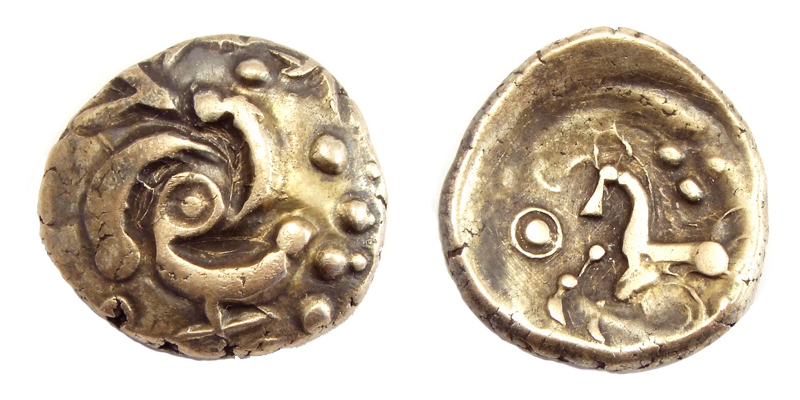
دينار إغريقي ذهب من إيبورونوس. تريسكليون على الواجهة، وحصان كلتي على الظهر.

إيبورونوس (باليونانية: Ἐβούρωνες، سترابو)، كانوا شعباً عاش في شمال شرق بلاد الغال، في ما هو الآن جنوب هولندا، وشرق بلجيكا، وراينلاند الألمانية، في الفترة التي سبقت الاحتلال الروماني لهذه المنطقة. ورغم من أنهم عاشوا في بلاد الغال إلا أنهم وصفوا أيضاً بأنهم على حد سواء بلجيون، وجرمانيون.